# (2549) Baker
Pour les articles homonymes, voir Baker.
(2549) Baker est un astéroïde de la ceinture principale.

## Description
(2549) Baker est un astéroïde de la ceinture principale. Il fut découvert le 23 octobre 1976 à Harvard par l'Observatoire de l'université Harvard. Il présente une orbite caractérisée par un demi-grand axe de 3,19 UA, une excentricité de 0,18 et une inclinaison de 0,1° par rapport à l'écliptique.

## Compléments